# Quetzalcóatl 2da. Sección
Quetzalcóatl 2da. Sección är en ort i Mexiko.   Den ligger i kommunen Benemérito de las Américas och delstaten Chiapas, i den sydöstra delen av landet, 1 000 km öster om huvudstaden Mexico City. Quetzalcóatl 2da. Sección ligger 162 meter över havet och antalet invånare är 378.
Terrängen runt Quetzalcóatl 2da. Sección är platt. Runt Quetzalcóatl 2da. Sección är det glesbefolkat, med 16 invånare per kvadratkilometer. Närmaste större samhälle är Flor de Cacao, 12,4 km söder om Quetzalcóatl 2da. Sección. I omgivningarna runt Quetzalcóatl 2da. Sección växer i huvudsak städsegrön lövskog.